# Frederic Goudy
 (juillet 2025).
Si vous disposez d'ouvrages ou d'articles de référence ou si vous connaissez des sites web de qualité traitant du thème abordé ici, merci de compléter l'article en donnant les références utiles à sa vérifiabilité et en les liant à la section « Notes et références ».
Frederic William Goudy, né le 8 mars 1865 à Bloomington (Illinois), mort le 11 mai 1947 à Marlborough-on-Hudson, est un créateur de caractères, calligraphe, éditeur et enseignant américain.

## Biographie
Le père de Frederic Goudy, d’origine écossaise, s’appelle Gowdy. Il changera ce nom en « Goudy » en apprenant que telle était l’orthographe originelle.
En 1888, il est comptable dans une société de crédit. En 1889, il s’installe à Chicago et travaille dans l’immobilier. En 1892, il lance un magazine, Modern Advertising. En 1895, il ouvre un atelier d’imprimerie, la Booklet Press, où il imprime une revue de poésie, The Chap-Book. L’entreprise est rebaptisée The Camelot Press. Il dessine son premier caractère en 1897, le Camelot Old Style.
En 1903, Goudy associé avec Will Ransom (en) fonde une private press sur le modèle du mouvement Arts & Crafts et des idées de William Morris : The Village Press, à Park Ridge (Illinois). La première publication est d’ailleurs un essai de William Morris. L’entreprise se déplace ensuite à Boston, puis à New York.
En 1908, Goudy crée une police pour la Lanston Monotype Machine Company : la E-38, parfois connue comme Goudy Light. La même année, The Village Press est complètement détruite par un incendie. L’entreprise est refondée en 1909 et Goudy la dirige jusqu’en 1924. En 1911, Goudy crée pour une anthologie de H. G. Wells, publiée chez Mitchell Kennerley (en), le Kennerley Old Style. Son Goudy Old Style est publié en 1915 par l'American Type Founders.
De 1920 à 1947, Goudy est directeur artistique de l'entreprise Lanston Monotype. À partir de 1927, il est aussi vice-président de l’American Type Founders, qui distribue un grand nombre de ses polices. Il aura créé, en trente-six ans d’activité, quelque 113 polices de caractères.

## Caractères
- Camelot (1896)
- Pabst (1902)
- Copperplate (1905)
- Caxton Initials  (1905)
- Monotype 38-E (1908)
- Kennerley (1911)
- Forum Title (1911)
- Goudy Old Style (1915)
- Goudy Modern (1918)
- Goudy Open (1918)
- Garamont (1921)
- Goudy Newstyle (1921)
- Italian Old Style (1924)
- Goudy Heavy Face (1925)
- Deepdene (1927)
- Old Style (1927)
- Lombardic Capitals (1929)
- Mediaeval (1930)
- Goudy Sans (1930)
- Saks Goudy (1934)
- Goudy Text (1939)
- Franciscan (1932)
- Hadriano (1934)
- Bertham (1936)
- Friar (1937)
- University of California Old Style (1938)
- Remington Typewriter (1939)
- Goudy Thirty (1942)

Goudy Old Style.
Copperplate Gothic.

## Publications
- The Alphabet, Mitchell Kennerley, N.Y.C, 1922.
- Typologia, University of California Press, Berkeley, Los Angeles, Londres, 1940.